# Lesménils
Lesménils település Franciaországban, Meurthe-et-Moselle megyében. Lakosainak száma 503 fő (2022. január 1.). Lesménils Cheminot, Atton, Bouxières-sous-Froidmont, Morville-sur-Seille, Mousson és Pont-à-Mousson községekkel határos.

## Népesség
A település népességének változása:
| Lakosok száma | 213  | 345  | 454  | 479  | 499  | 498  | 494  | 480  | 487  | 503  |
|               | 1968 | 1982 | 1990 | 2006 | 2013 | 2015 | 2017 | 2019 | 2020 | 2022 |